# Liste der Straßen in Olpe
Die Liste Olper Straßen und Plätze  führt Bedeutungen und Umstände der Namensgebung sowie Besonderheiten der Straßen in Olpe auf.
Die Olper Straßennamen lassen sich in folgende Bereiche einsortieren:
- Enden Straßennamen auf -seifen, -siepen, -micke oder -mecke sind das Hinweise auf Wasserläufe (Bäche), z. B. Osterseifen (östliche Bach), Kortemicke (kurzer Bach), Felmicke (Feldbach)
- Neben der offensichtlichen Straßennamensendung -berg weist -hardt auch auf einen Berg hin z. B. Rhonardt (gerodeter Berg), Eichhard. Auch andere Straßennamen weisen auf Berge hin, z. B. An den Klippen, Bratzkopf,
- Hinweise auf alte Gewerke in Olpe

- Bergbau z. B. Kupferweg, Steigerweg
- Hütten z. B. Hüttenweg, Olper Hütte,
- Hämmer z. B. Hammerweg, Kessenhammer, Saßmicker Hammer

- Hinweise auf Besonderheiten in der unmittelbaren Umgebung

- Trift oder Drift (Gelände wohin die Hirten ihr Vieh trieb) z. B. In der Trift, Rüblinghauser Drift
- Schlüppe (kommt von durch schlüpfen; Durchlass zwischen Hecken) z. B. Weite Schlüppe
- Fohrt (Furt; eine Durchfahrt durch einen Fluss oder Bach) z. B. Auf der Fohrt
- Schlade (Tälchen ohne Wasserlauf) z. B. Papenschlade (Pape = Pfaffe = Pfarrer also Pfarrers Tal)
- Ohl (feuchtes Tal) z. B. Zum Lehmenohl
- Hohl (Höhle, Loch Zufluchtsort) z. B. Weierhohl
- Bauwerke oder Örtlichkeiten z. B. Am Stadtwald, Bahnhofstraße

- Abgeleitet von Heiligen z. B. Martinstraße, Rochusstraße, Agathastraße
- Namen von Persönlichkeiten

- Persönlichkeiten die in Olpe geboren, gelebt oder gewirkt haben, z. B. Johann-Bergmann, Franz-Hitze-Straße
- Widerstandskämpfer oder Opfer der NS-Zeit, z. B. Stauffenbergring, Anne-Frank-Weg
- Anderen Personengruppe wie z. B. berühmte Ärzte z. B. Sauerbruchweg

- Straßennamen aus Pflanzen- und Tierwelt z. B. Meisenweg, Buchenweg

## Hinweise zu den Angaben in den Tabellen
- Die Spalte Straßenname enthält die Bezeichnung der Straße oder Platzes.
- Als Stadtteil sind die jeweiligen Stadtteile aufgelistet, zu der die Straßen und Plätze gehören.
- In der Spalte Bedeutung/Anmerkungen sind Erläuterungen zur Herkunft des Namens (z. B. Orte, Persönlichkeiten oder historische Begebenheiten) angegeben.

## Straßenliste
| Straßenname                  | Stadtteil                                   | Besonderheit/Bedeutung/Artikel |
| ---------------------------- | ------------------------------------------- | --- |
| Agathastraße                 | Olpe                                        | Benannt nach der Hl. Agatha von Catania (3. Jahrhundert), sizilianische Märtyrin und Heilige. Seit 1665 besteht in Olpe das Gelübde ihr zu Ehren eine Prozession abzuhalten. |
| Ahornweg                     | Olpe                                        | Der Ahornweg ist nach dem Laubbaum Ahorn benannt. |
| Albert-Schweitzer-Weg        | Olpe                                        | Albert Schweitzer war ein evangelischer Theologe, Organist, Philosoph und Arzt. |
| Aloys-Drilling-Straße        | Rüblinghausen                               | Aloys Drilling war ein Unternehmer aus Olpe. |
| Alte Landstraße              | Rhode                                       | Die Alte Landstraße war früher die Verbindungsstraße von Olpe nach Rhode. |
| Alte Scheune                 | Neger                                       | Erschließungsstraße zur Zentraldeponie / Hinweis auf eine alte Scheune. |
| Altenkleusheimer Straße      | Altenkleusheim                              | Altenkleusheim ist ein Ortsteil von Olpe |
| Alter Kirchweg               | Thieringhausen                              | Die Straße führt zur Kapelle in Thieringhausen |
| Alter Weg                    | Olpe                                        | |
| Am Alten Freibad             | Lütringhausen                               | Ehemaliger Standort des Freibades in Lütringhausen |
| Am Alten Schulwald           | Altenkleusheim                              | Ein Schulwald ist ein von einer Schule betreutes Waldstück. |
| Am Attenberg                 | Olpe                                        | Der Attenberg ist ein ca. 445,8 m hoher Berg in Olpe. |
| Am Bahnhof                   | Olpe                                        | Ist die Straße unmittelbar vor dem Endbahnhof der Biggetalbahn sowie dem zentralen Omnibusbahnhof. Der Bahnhof wurde in den vergangenen Jahren stark zurückgebaut. Früher war er ein Eisenbahnknotenpunkt der Aggertalbahn, Asdorftalbahn und der heute noch betriebenen Strecke. Ursprünglich sollte auch die Bahnstrecke Meinerzhagen–Krummenerl hier herführen, die Verlängerung wurde aber nicht mehr gebaut. |
| Am Baukhahn                  | Rhode                                       | |
| Am Baumhof                   | Rehringhausen                               | |
| Am Bergelchen                | Saßmicke                                    | |
| Am Beul                      | Saßmicke                                    | |
| Am Biggeufer                 | Olpe                                        | Der Fluss Bigge fließt von Süden nach Norden durch Olpe und mündet in den Biggesee. |
| Am Birkendrust               | Rüblinghausen                               | Hier befindet sich der Sportplatz Rüblinghausen |
| Am Bratzkopf                 | Olpe                                        | Bratzkopf ist ein innerstädtischer Berg Olpe |
| Am Breithammer               | Saßmicke                                    | Der Breithammer ist ein mit Wasserkraft betriebenes Hammerwerk, in dem Kupfer- oder Eisenbarren zu flachen Werkstücken und Blechen geplättet werden. |
| Am Buchhagen                 | Dahl                                        | |
| Am Diehlberg                 | Sondern                                     | Diehlberg ist ein Berg bei Sondern. Die Straße ist für die Biggetalbahn untertunnelt. |
| Am Dorfring                  | Rehringhausen                               | Die Straße ist Rehringhausen ringförmig angelegt. |
| Am Finkenhagen               | Olpe                                        | |
| Am Gallenberg                | Olpe                                        | Straße unterhalb des Gallenbergs, ein ca. 353,7 m hoher Berg im Innenstadtbereich von Olpe. Hier wird zu Ostern das Poschefeuer abgebrannt. |
| Am Gärk                      | Eichhagen                                   | |
| Am Göterberg                 | Oberveischede                               | |
| Am Großen Stück              | Thieringhausen                              | |
| Am Hafen                     | Sondern                                     | Die Straße grenzt in Sondern unmittelbar an die Schiffsanlegestelle. |
| Am Hang                      | Olpe                                        | Ein Hang ist eine auf natürliche Weise entstandene, geneigte Geländeoberfläche. |
| Am Hummelsberg               | Rhode                                       | |
| Am Kapellenberg              | Lütringhausen                               | |
| Am Kattenhagen               | Olpe                                        | |
| Am Knapp                     | Oberveischede                               | |
| Am Knebrige                  | Neuenkleusheim                              | |
| Am Kornstück                 | Waukemicke                                  | |
| Am Kreuzberg                 | Olpe                                        | Die Straße ist nach dem Berg Kreuzberg benannt. |
| Am Längelscheid              | Oberveischede                               | |
| Am Löh                       | Neger                                       | |
| Am Löhbach                   | Saßmicke                                    | |
| Am Markt                     | Olpe                                        | Die Straße liegt unmittelbar am Olper Marktplatz. |
| Am Mühlenpfad                | Neger                                       | |
| Am Mühlenteich               | Olpe                                        | Hier befanden sich in früherer Zeit Teiche, die zur Versorgung der Olper Mühlen dienten. |
| Am Oberen Stötchen           | Olpe                                        | |
| Am Obsthof                   | Thieringhausen                              | |
| Am Ochsenhagen               | Rehringhausen                               | |
| Am Poschefeuer               | Olpe                                        | In unmittelbarer Nähe wurde zu Ostern das Poschfeuer Bratzkopf abgebrannt. |
| Am Rennenberg                | Oberveischede                               | In der Straße befindet sich die Kapelle Unserer lieben Frau vom Renneberg und zum Oberveischeder Sportplatz |
| Am Reygelskamp               | Rhode                                       | |
| Am Rhoder Stein              | Rhode                                       | |
| Am Rüenberg                  | Neger                                       | |
| Am Schilde                   | Rüblinghausen                               | |
| Am Siepen                    | Lütringhausen                               | |
| Am Sonderner Kopf            | Sondern                                     | Der Sonderner Kopf ist ein bekannter Badestrand am Biggesee. |
| Am Sonnenhang                | Olpe                                        | |
| Am Sprint                    | Griesemert                                  | |
| Am Stachelauer Berg          | Stachelau                                   | |
| Am Stötchen                  | Olpe                                        | |
| Am Vogelsang                 | Stade                                       | |
| Am Windhagen                 | Saßmicke                                    | |
| Am Winterschott              | Stachelau                                   | |
| An den Eichen                | Olpe                                        | |
| An den Fichten               | Eichhagen                                   | |
| An den Hässeln               | Oberveischede                               | |
| An den Klippen               | Olpe                                        | |
| An den Stöcken               | Neger                                       | |
| An den Weiden                | Saßmicke                                    | |
| An der Baumschule            | Rhode                                       | |
| An der Broke                 | Lütringhausen                               | |
| An der Eichhardt             | Olpe                                        | Die Straße führt von der Günsestraße bis auf den Berg Eichhardt. |
| An der Höh                   | Thieringhausen                              | |
| An der Hütte                 | Oberveischede                               | |
| An der Nußhecke              | Neuenkleusheim                              | |
| An der Pettmecke             | Eichhagen                                   | |
| An der Schingerskuhle        | Olpe                                        | |
| An der Vogelrute             | Rhode                                       | |
| Ankerweg                     | Sondern                                     | Anker ist Gerät, um ein Wasserfahrzeug auf Grund oder auf Eis festzumachen. |
| Anne-Frank-Weg               | Olpe                                        | Anne Frank (1929–1945) war ein jüdisches Mädchen. Sie hatte sich während der Besetzung der Niederlande durch die Nazis mit ihrer Familie in einem Hinterhaus in Amsterdam versteckt gehalten. Dort schrieb sie ihre Erlebnisse und Gedanken in einem Tagebuch nieder und wurde dadurch nach dem Krieg weltberühmt. |
| Apollmicke                   | Apollmicke                                  | Apollmicke ist ein Ortsteil von Olpe. |
| Apolloniaweg                 | Griesemert                                  | Die Hl. Apollonia lebte im 3. Jahrhundert in Alexandria, Ägypten. Sie starb wahrscheinlich unter Kaiser Philippus Arabs um 249 als frühchristliche Märtyrin. Sie ist Schutzheilige der Zahnärzte und wird zur Befreiung von Zahnschmerzen angerufen. |
| Attendorner Straße           | Oberveischede                               | Attendorn ist die nördliche Nachbarstadt von Olpe. |
| Auf dem Daum                 | Altenkleusheim                              | |
| Auf dem Eben                 | Rhode                                       | |
| Auf dem Gallenberg           | Olpe                                        | Die Straße führt unmittelbar auf den Gallenberg, ein ca. 353,7 m hoher Berg. Hier liegt auch die Gallenberggrundschule. |
| Auf dem Kamp                 | Rhode                                       | |
| Auf der Burg                 | Altenkleusheim                              | |
| Auf der Ennert               | Thieringhausen                              | |
| Auf der Fohrt                | Olpe                                        | Hinweis auf eine Furt im Fluss Olpe |
| Auf der Griesemert           | Griesemert                                  | |
| Auf der Kirmes               | Rhode                                       | |
| Auf der Leie                 | Altenkleusheim                              | |
| Auf der Mauer                | Olpe                                        | Unterhalb der Straße Auf der Mauer befindet sich Reste der historischen Stadtmauer. |
| Auf der Wohrt                | Thieringhausen                              | |
| Auf’m Born                   | Neger                                       | |
| Auf’m Brauk                  | Lütringhausen                               | |
| Auf’m Zänker                 | Neuenkleusheim                              | |
| Auguste-Liese-Straße         | Olpe                                        | Auguste Liese († 1941) war eine Olper Genealogin, Bearbeiterin von sauerländischen Geschlechterbüchern |
| Bachweg                      | Dahl                                        | Bach ist ein Fließgewässer. |
| Bahnhofstraße                | Olpe                                        | Die Bahnhofstraße führt von der Innenstadt zum Endbahnhof der Biggetalbahn sowie dem zentralen Omnibusbahnhof. |
| Barbaraweg                   | Lütringhausen                               | Die Hl. Barbara ist die Schutzpatronin der Bergleute, Geologen, Glöckner, Glockengießer, Schmiede, Maurer, Steinmetze, Zimmerleute, Dachdecker, Elektriker, Architekten, Artilleristen, Pyrotechniker, Feuerwehrleute, Helfer des Technischen Hilfswerks (THW), Totengräber, Hutmacher, der Mädchen und der Gefangenen. |
| Beismicke                    | Neuenkleusheim                              | |
| Bergstraße                   | Olpe                                        | Die Bergstraße ist der Zubringer von der Martinstraße zum Hohen Stein. |
| Bibicke                      | Dahl                                        | |
| Biggestraße                  | Rüblinghausen und Olpe                      | Die Bigge ist ein Fluss der von Süd nach Nord durch Olpe fließt. |
| Bilsteiner Straße            | Olpe                                        | Bilstein ist ein Ortsteil von Lennestadt. |
| Birkenweg                    | Olpe                                        | Die Birke (lat. Betula) ist eine Gattung von Laubbäumen in der Familie der Birkengewächse (Betulaceae). |
| Bleichewiese                 | Olpe                                        | Auf der Bleichewiese wurden früher die gewaschenen Leinentücher zum Bleichen ausgelegt. |
| Bodelschwinghstraße          | Olpe                                        | Die Bodelschwinghstraße ist nach dem evangelischen Theologen Friedrich von Bodelschwingh benannt, der die Bodelschwinghschen Anstalten Bethel begründete. In der Straße befinden sich folgende Förderschulen: - Max-von-der-Grün-Schule, LWL-Förderschule mit dem Förderschwerpunkt körperliche und motorische Entwicklung - Michael-Ende-Schule, Förderschwerpunkt Sprache - Sowie die LWL-Förderschulen mit den jeweiligen Förderschwerpunkten Sehen bzw. Hören und Kommunikation                                                                                  |
| Brabeckstraße                | Olpe                                        | Brabeck ist eine Adelsfamilie. Sie waren bis zum Jahre 1805 Besitzer der „Grube Rhonard“, der größten Olper Kupfererzgrube. |
| Brackenweg                   | Rüblinghausen                               | Die Bracke ist eine von der FCI anerkannte deutsche Hunderasse. 1896 wurde in Olpe der Deutschen Bracken Club gegründet. Hier wurden die damals noch existierenden nordwestdeutschen Brackenrassen zusammengefasst. Seit 1900 heißt der Einheitstyp offiziell „Deutsche Bracke“. Umgangssprachlich sind nach dem ehemaligen Hauptverbreitungsgebiet noch die Bezeichnungen „Olper Bracke“, „Sauerländer Bracke“ oder „Westfälische Bracke“ geläufig. Im Gedenken an dies Hunderasse existiert im Weiherhohl das „Brackendenkmal“.                                    |
| Bramicke                     | Neuenkleusheim                              | |
| Breikelchen                  | Sondern                                     | |
| Bremer Stück                 | Altenkleusheim                              | |
| Breslauer Straße             | Olpe                                        | Breslau der deutsche Namen der polnischen Stadt Wrocław. |
| Bruchstraße                  | Olpe                                        | |
| Brumicker Weg                | Altenkleusheim                              | |
| Buchenweg                    | Olpe                                        | Buchen (Fagus) sind sommergrüne Bäume und sind eine Gattung in der Familie der Buchengewächse (Fagaceae). |
| Caspar-Klein-Weg             | Rhode                                       | Caspar Klein (1865–1941) war Bischof und erster Erzbischof von Paderborn. In der Friedrichstraße befindet sich das Caspar-Klein-Haus mit der Geschäftsstelle des Gemeindeverbandes katholischer Kirchengemeinden, des Dekanates Südsauerland, der Arbeitsstelle für Arbeitsweltbezogene Pastoral, der Geschäftsstelle BDKJ Kreisverbands Olpe und weitere katholische Verbände und Einrichtungen. |
| Christophorusweg             | Günsen                                      | Christophorus ist einer der Vierzehn Nothelfer und in dieser Funktion der Helfer gegen einen unvorbereiteten Tod. |
| Clemens-Brentano-Straße      | Olpe                                        | Clemens Wenzeslaus Brentano de La Roche (1778–1842) war ein deutscher Schriftsteller und einer der Hauptvertreter der sogenannten Heidelberger Romantik. |
| Dahler Straße                | Dahl                                        | Dahl ist ein Ortsteil von Olpe. |
| Daimlerweg                   | Griesemert                                  | Gottlieb Wilhelm Daimler (1834–1900) war ein deutscher Ingenieur, Konstrukteur und Industrieller. Daimler entwickelte den ersten schnell laufenden Benzinmotor und das erste vierrädrige Kraftfahrzeug mit Verbrennungsmotor. Hier befindet sich das Verkehrssicherheitszentrum Olpe. |
| Danziger Straße              | Olpe                                        | Die Danziger Straße ist nach der polnischen Küstenstadt Danzig benannt. Hier befindet sich das Kreishaus des Kreises Olpe |
| Dohlenweg                    | Olpe                                        | Der Dohlenweg ist nach dem Rabenvogel Dohle benannt. |
| Don-Bosco-Weg                | Olpe                                        | Giovanni Melchiorre Bosco, genannt Don Bosco (1815–1888) war ein italienischer katholischer Priester und Ordensgründer. Er wurde 1929 selig- und 1934 heiliggesprochen. |
| Dörensiepen                  | Waukemicke                                  | |
| Dorfstraße                   | Lütringhausen                               | Die Dorfstraße befindet sich im Ortsteil Lütringhausen. |
| Dornröschenweg               | Olpe                                        | Dornröschen ein Kinder- und Hausmärchen der Brüder Grimm. |
| Dresdener Straße             | Olpe                                        | Dresden ist eine Stadt in Sachsen. |
| Drosselweg                   | Olpe                                        | Die Drossel ist ein Singvogel. |
| Droste-Hülshoff-Straße       | Olpe                                        | Annette von Droste-Hülshoff (1797–1848) war eine deutsche Schriftstellerin. Sie gilt als eine der bedeutendsten deutschen Dichterinnen. |
| Dumicker Weg                 | Eichhagen                                   | Dumicke ist ein Ortsteil der Stadt Drolshagen. |
| Düringerstraße               | Olpe, Rüblinghausen                         | Johann Nikolaus Düringer (1700–1756) war ein Barockbildhauer. Der Altar der Kreuzkapelle stammt von ihm. |
| Ebbeblick                    | Olpe                                        | Das Ebbegebirge ist ein bis 663,3 m ü. NN hoher Mittelgebirgszug in Nordrhein-Westfalen und liegt nördlich von Olpe. |
| Edith-Stein-Weg              | Olpe                                        | Edith Stein, Ordensname Teresia Benedicta a Cruce (1891–1942) starb im KZ Auschwitz-Birkenau, war eine deutsche Philosophin, Frauenrechtlerin, katholische Nonne jüdischer Herkunft und Märtyrin. |
| Eichendorffstraße            | Olpe                                        | Joseph Karl Benedikt Freiherr von Eichendorff (1788–1857) war ein bedeutender Lyriker und Schriftsteller der deutschen Romantik. |
| Eichhagener Straße           | Eichhagen                                   | Eichhagen ist ein Ortsteil der Kreisstadt Olpe. |
| Eichhörnchenweg              | Rhode                                       | Ein Eichhörnchen (Sciurus vulgaris), ist ein Säugetier aus der Familie der Hörnchen (Sciuridae). |
| Emil-von-Behring-Weg         | Olpe                                        | Emil Adolf von Behring (1854–1917) war ein deutscher Bakteriologe und Serologe sowie Träger des ersten Nobelpreises für Medizin. |
| Engelhardtstraße             | Olpe                                        | Caspar Engelhardt war ein Bergmeister der ausführlich über die Grube Rhonard berichtet hat. |
| Erzbergerstraße              | Olpe                                        | Matthias Erzberger (1875–1921) war ein Schriftsteller und Politiker im Deutschen Kaiserreich und in der Weimarer Republik (Zentrumspartei). Er war Leiter der Waffenstillstandskommission, Reichsfinanzminister und wurde aus politischen Gründen ermordet. |
| Eschenweg                    | Olpe                                        | Die Gemeine Esche (Fraxinus excelsior) ist eine in Europa heimische Baumart, die mit einer Wuchshöhe von 40 Meter zu den höchsten Laubbäumen Europas zählt. |
| Eupener Straße               | Olpe                                        | Eupen (veraltet französisch Néau) ist eine Stadt in Belgien. In Eupen befindet sich der Regierungssitz der Deutschsprachigen Gemeinschaft und der Verwaltungssitz der Euregio Maas-Rhein. |
| Fahlenscheid                 | Fahlenscheid                                | Fahlenscheid ist ein Ortsteil von Olpe. |
| Falkenweg                    | Rüblinghausen und Olpe                      | Die Falken (Falco) sind eine Gattung der Greifvögel aus der Familie der Falkenartigen (Falconidae). Falken sind kleine bis mittelgroße Greifvögel mit meist langem Schwanz und spitzen Flügeln. |
| Fasanenweg                   | Rüblinghausen                               | Der Fasan (Phasianus colchicus) ist ein Vogel, der zur Familie der Fasanenartigen (Phasianidae) gehört. Fasanenartige stellen mit Abstand die größte Familie der Hühnervögel. |
| Feldweg                      | Rüblinghausen                               | |
| Felmicke                     | Olpe                                        | |
| Finkenstraße                 | Olpe                                        | Die Finken (Fringillidae) sind eine artenreiche Familie aus der Ordnung der Sperlingsvögel (Passeriformes). |
| Fliederweg                   | Sondern                                     | Der Flieder (Syringa) ist eine Pflanzengattung aus der Familie der Ölbaumgewächse (Oleaceae). Sie umfasst etwa 20 bis 25 Arten. Sie sind hauptsächlich in Asien sowie in Südosteuropa verbreitet. Der Gemeine Flieder (Syringa vulgaris) wird häufig als Zierstrauch gepflanzt. |
| Frankenhagen                 | Rhode                                       | Franken ist eine westgermanische Volksgruppe. Die Namensendung Hagen stammt von dem Wort Hag ab und steht für eine von einer Hecke eingehegtes bzw. eingefriedetes Gelände. Der Wortbestandteil -ha(a)g(en) weist als verbreiteter, heute veralteter Flur- oder Ortsname auf diese Siedlungsform hin. |
| Frankfurter Straße           | Olpe                                        | Frankfurt am Main ist eine Stadt in Hessen |
| Franz-Heuel-Straße           | Neuenkleusheim                              | |
| Franz-Hitze-Straße           | Sondern                                     | Franz Hitze (1851–1921) war ein deutscher katholischer Theologe und Politiker der Zentrumspartei. Er wurde im Olper Ortsteil in Hanemicke geboren. |
| Franz-Menke-Straße           | Olpe                                        | Franz Menke (1884–1955) war ehemaliger langjähriger Pfarrer von St. Martinus in Olpe. |
| Franziskanerstraße           | Olpe                                        | In der Franziskanerstraße befand sich an der Stelle des heutigen Rathauses das alte Kloster der Franziskanerinnen von der ewigen Anbetung zu Olpe. Hier findet man das Rathaus von Olpe. |
| Franzosenweg                 | Oberveischede                               | |
| Freusbergweg                 | Olpe                                        | Joseph Freusberg (1842–1917) war ein preußischer Beamter. Er war unter anderem Landrat der Kreise Olpe und Arnsberg sowie später im preußischen Kultusministerium zuständig für die Fragen der katholischen Kirche. |
| Friedensweg                  | Dahl                                        | Der Name ist abgeleitet von dem Begriff Frieden. |
| Friedhofsweg                 | Neuenkleusheim                              | Der Straße grenzt direkt am Neuenkleusheimer Friedhof. |
| Friedrich-von-Spee-Straße    | Olpe                                        | Friedrich Spee (1591–1635) war ein deutscher Jesuit, der sich als Moraltheologe, Lyriker und Schriftsteller ausgezeichnet hat. Er wurde bekannt als Hexentheoretiker und Kritiker der Hexenprozesse. |
| Friedrichsthaler Straße      | Friedrichsthal                              | Friedrichsthal ist ein Ortsteil von Olpe und bildet mit Dahl räumlich eine Einheit |
| Friedrichstraße              | Olpe                                        | |
| Fritz-Reuter-Straße          | Olpe                                        | Fritz Reuter (1810–1874) gilt als einer der bedeutendsten deutschen Dichter der Niederdeutschen Sprache. |
| Fuhlenhof                    | Neger                                       | |
| Gartenfelderstraße           | Olpe                                        | |
| Gartenstraße                 | Olpe                                        | Garten ist ein abgegrenztes Stück Land, in dem Pflanzen unter mehr oder minder intensiver Pflege mit Hilfe von Gartengeräten angebaut werden. |
| Gate                         | Rüblinghausen                               | |
| Gelbschlade                  | Saßmicke                                    | |
| Georgiusweg                  | Neuenkleusheim                              | |
| Gerberweg                    | Olpe                                        | Hiermit wird der Beruf des Gerbers gewürdigt die in diesem Bereich früher anzufinden waren. |
| Gerlinger Weg                | Dahl                                        | Gerlingen ist ein Ortsteil der Gemeinde Wenden |
| Gerstenhagen                 | Griesemert                                  | |
| Geschwister-Scholl-Weg       | Olpe                                        | Bei den Geschwister Scholl handelt es sich nach üblicher Sprechweise um Hans (1918–1943) und Sophie Scholl (1921–1943), deutsche Widerstandskämpfer in der NS-Zeit. |
| Ginsterweg                   | Olpe                                        | Benannt nach der Gehölzart Ginster |
| Goerdelerweg                 | Olpe                                        | Carl Friedrich Goerdeler (1884–1945), deutscher Politiker und Widerstandskämpfer in der NS-Zeit. |
| Goethestraße                 | Olpe                                        | Johann Wolfgang von Goethe (1749–1832), deutscher Dichter |
| Goldsiepen                   | Rhode                                       | |
| Griesemerter Weg             | Lütringhausen                               | Griesemert ist ein Ortsteil von Olpe. |
| Grimmestraße                 | Olpe                                        | Friedrich Wilhelm Grimme (1827–1887) war ein deutscher Schriftsteller, Heimatdichter und Botaniker. |
| Grube Rhonard                | Grube Rhonard                               | Grube Rhonard ist ein Ortsteil von Olpe und war eine der größten Kupfergruben in Olpe. |
| Grubenstraße                 | Olpe                                        | Eine Grube ist ein anderer Begriff für Bergwerk. |
| Grüntalweg                   | Dahl                                        | |
| Görresstraße                 | Olpe                                        | Johann Joseph Görres; (1776–1848) war ein deutscher Gymnasial- und Hochschullehrer und katholischer Publizist. |
| Günsen                       | Günsen                                      | Günsen ist ein Ortsteil von Olpe, benannt nach dem Bach Günsen |
| Günser Schlade               | Rhonard                                     | Günsen ist ein Ortsteil von Olpe |
| Günsestraße                  | Olpe                                        | Benannt nach dem Bach Günsen bzw. dem Ortsteil Günsen; hier befindet sich die katholische Maria-Himmelfahrts-Kirche. |
| Haardt                       | Haardt                                      | Haardt ist ein Ortsteil von Olpe. |
| Habichtsweg                  | Rüblinghausen                               | Habicht ist eine Vogelart. |
| Hainbuchenweg                | Dahl                                        | Hainbuchen gehören zur Gattung der Familie der Birkengewächse. |
| Hakemickestraße              | Olpe                                        | |
| Haldenweg                    | Rhode                                       | |
| Hammerweg                    | Eichhagen                                   | |
| Hanemicke                    | Hanemicke                                   | |
| Hanemicker Weg               | Sondern                                     | |
| Hardtweg                     | Olpe                                        | |
| Harkortstraße                | Rüblinghausen                               | Die Harkortstraße ist nach dem Unternehmer und Politiker Friedrich Harkort benannt, der als Industrie- und Bahnpionier sowie als Sozialpolitiker aktiv war. |
| Haselweg                     | Olpe                                        | Die Haseln (Corylus) sind eine Gattung verholzender Sträucher und Bäume in der Familie der Birkengewächse (Betulaceae). |
| Hasenpfad                    | Olpe                                        | |
| Hatzenbergstraße             | Olpe                                        | Hatzenberg ist einer der innerstädtischen Berge in Olpe. |
| Hauptmanns Garten            | Rhode                                       | Der wegen seiner Vorliebe für olivfarbene Bekleidung „Hauptmann“ genannte Immekus hatte hier seinen Garten. |
| Heberweg                     | Rhode                                       | |
| Heideweg                     | Rhode                                       | |
| Heimicker Weg                | Rüblinghausen                               | |
| Heinrich-Kreutz-Straße       | Olpe                                        | Heinrich Kreutz (1808–1879) Unternehmer und Mitbegründer der evangelischen Kirchengemeinde in Olpe. |
| Hesselberg                   | Neuenkleusheim                              | |
| Heuseifen                    | Saßmicke                                    | |
| Hitzendumicke                | Hitzedumicke                                | Hitzendumicke ist ein Ortsteil der Stadt Olpe. |
| Hochstraße                   | Olpe                                        | |
| Hof Siele                    | Hof Siele                                   | |
| Hohe Rhonard                 | Olpe                                        | |
| Hohe Straße                  | Dahl                                        | Hauptstraße in der Ortschaft Dahl |
| Hoher Stein                  | Olpe                                        | |
| Hohle Trift                  | Thieringhausen                              | |
| Höhweg                       | Griesemert                                  | |
| Holunderweg                  | Olpe                                        | Holunder(Sambucus) ist eine Gattung in der Familie der Moschuskrautgewächse (Adoxaceae). |
| Hospitalweg                  | Olpe                                        | Hier befindet sich das St. Martinus Hospital von Olpe. |
| Howald                       | Howald                                      | Howald ist ein Ortsteil von Olpe |
| Hubertusweg                  | Olpe                                        | Der Hl. Hubertus von Lüttich (655–727) war Bischof von Maastricht und Lüttich. Er ist der Schutzheilige der Jagd. |
| Hudeweg                      | Altenkleusheim                              | Hude ist stammt aus dem Mittelhochdeutschen und bedeutet im Übertragenen Sinne hūte. Aber auch Ort wo man etwas bewacht. |
| Hundsrüggen                  | Rhode                                       | |
| Hugo–Ruegenberg–Straße       | Olpe                                        | Hugo Rügenberg (1850–1920) war ein Walz- und Hammerwerken-Besitzer im Raum Olpe. Zudem war er erster Beigeordneter und Abgeordneter in verschiedenen Gremien. Er hat sich insbesondere um den Eisenbahnbau im Kreis Olpe verdient gemacht. 1911 wurde er zum Ehrenbürger von Olpe ernannt. |
| Hüppcherhammer               | Hüppcherhammer                              | Hüppcherhammer ist ein Ortsteil von Olpe. Hier entsteht ein neues Industriegebiet. |
| Hüttenweg                    | Neuenkleusheim                              | |
| Im Dohm                      | Olpe und Lütringhausen                      | |
| Im Eck                       | Oberveischede                               | |
| Im Gähn                      | Dahl                                        | |
| Im Großen Garten             | Saßmicke                                    | |
| Im Grüntal                   | Friedrichsthal                              | |
| Im Hohl                      | Hohl                                        | |
| Im Hühnerfeld                | Dahl                                        | |
| Im Langen Feld               | Friedrichsthal                              | Hier ist das Industriegebiet Langes Feld angesiedelt. |
| Im Lenzwieschen              | Dahl                                        | |
| Im Osterseifen               | Olpe                                        | |
| Im Spree                     | Dahl                                        | |
| Im Weierhohl                 | Olpe                                        | |
| Im Winkel                    | Dahl                                        | |
| Imbergstraße                 | Olpe                                        | |
| Imme Inken                   | Neuenkleusheim                              | |
| In den Steiken               | Neger                                       | |
| In der Ahe                   | Neger                                       | |
| In der Delle                 | Olpe                                        | |
| In der Steinkuhle            | Olpe                                        | |
| In der Stubicke              | Olpe                                        | |
| In der Trift                 | Olpe                                        | |
| In der Wasche                | Olpe                                        | |
| In der Wüste                 | Olpe                                        | |
| Isfried-Ohm-Straße           | Rehringhausen                               | Isfried Ohm (1744–1777) war ein in Rehringhausen geborener Abt. |
| Jahnstraße                   | Olpe                                        | „Turnvater“ Friedrich Ludwig Jahn (1778–1852) war der Initiator der deutschen Turnbewegung. |
| Jenaer Straße                | Olpe                                        | Jena ist eine Stadt in Thüringen. |
| Johann-Bergmann-Weg          | Olpe                                        | Johann Bergmann von Olpe (* zwischen 1455 und 1460 in Olpe; † vor dem 20. Februar 1532) war ein Priester und Verleger. Er gab unter anderem das Narrenschiff von Sebastian Brant heraus. |
| Johann-Georg-Manskopf-Straße | Olpe                                        | Evangelischer Pfarrer der von 1844 bis 1853 in Olpe amtierte. |
| Johann-Trinn-Straße          | Neuenkleusheim                              | |
| Johannes-Hatzfeld-Straße     | Olpe                                        | Johannes Hatzfeld (1882–1953) war katholischer Priester, Musiker und Schriftsteller. |
| Johannesweg                  | Olpe                                        | Johannes der Täufer (lat.: Io[h]annes Baptista, hebr.: יוֹחָנָן הַמַּטְבִּיל Jochanan ben Sacharja) ist eine der zentralen Figuren des Christentums. Darüber hinaus gibt es noch viele andere Heilige mit dem Namen Johannes. |
| Josef-Schmelzer-Weg          | Olpe                                        | Josef Schmelzer (1876–1962) war Landwirt und Politiker zunächst der Zentrumspartei und später der CDU. |
| Josefstraße                  | Olpe                                        | Josef von Nazaret ist im Neuen Testament der Bibel Verlobter und dann Ehemann der Maria, der Mutter Jesu. |
| Jugendherberge               | Stade                                       | |
| Jungfernhöh                  | Griesemert                                  | |
| Kampstraße                   | Olpe                                        | Der Ausdruck Kamp bezeichnet ein abgemessenes Stück Land. |
| Kardinal-von-Galen-Straße    | Olpe                                        | (Früher: Hohenzollern-Straße)Clemens August Kardinal Graf von Galen (1878–1946) war von 1933 bis 1946 Bischof von Münster. Bekannt wurde er unter anderem durch sein öffentliches Auftreten gegen die Tötung sogenannten „lebensunwerten Lebens“. Er wurde 1946 zum Kardinal erhoben und 2005 seliggesprochen. |
| Katharinenweg                | Lütringhausen                               | Die Heilige Katharina von Alexandriengilt als Helferin bei Leiden der Zunge und Sprachschwierigkeiten. Die heilige Katharina ist Schutzpatronin der Schulen, der philosophischen Fakultäten, der Näherinnen und Schneiderinnen. Sie zählt zu den 14 Nothelfern. |
| Keeschladeweg                | Olpe                                        | |
| Kessenhammer                 | Kessenhammer                                | Kessenhammer ist ein Ortsteil der Kreisstadt Olpe. |
| Kessenhammer Weg             | Stade                                       | Kessenhammweg ist ein Ortsteil von Olpe. |
| Kettelerweg                  | Olpe                                        | Wilhelm Emmanuel Freiherr von Ketteler (1811–1877) war katholischer Bischof von Mainz und deutscher Politiker. Er wurde der Arbeiterbischof genannt. Ketteler ist der Gründer der Katholischen Arbeitnehmer-Bewegung (KAB). |
| Kiefernweg                   | Olpe                                        | Der Kiefernweg ist nach dem Nadelbaum Kiefer benannt. |
| Kiemche                      | Friedrichsthal                              | |
| Kimicker Straße              | Olpe                                        | |
| Kirchesohl                   | Kirchesohl                                  | Kirchesohl ist ein Ortsteil der Kreisstadt Olpe. |
| Kirchgasse                   | Olpe                                        | Die Kirchgasse befindet sich unmittelbar nord-östlich der St.-Martinus-Kirche. |
| Kleusheimer Steinmicke       | Neuenkleusheim                              | |
| Knappenweg                   | Olpe                                        | Knappe ist eine veraltete Bezeichnung für jemanden, der die Lehre als Bergmann erfolgreich abgeschlossen hat. |
| Koblenzer Straße             | Dahl                                        | Koblenz ist eine Stadt in Rheinland-Pfalz. Hier fließt die Mosel in den Rhein. |
| Köhlerweg                    | Stachelau                                   | Köhler bezeichnet einen inzwischen in Deutschland nahezu ausgestorbenen Beruf, dessen Aufgabe es ist, aus Holz Holzkohle herzustellen. In Rehringhausen gibt es noch einen Köhler. |
| Kölner Straße                | Olpe                                        | Benannt nach der Stadt Köln. |
| Kolpingstraße                | Olpe                                        | (Früher: Marien-Straße)Adolph Kolping (1813–1865) war ein deutscher katholischer Priester und Begründer des Kolpingwerkes. |
| Königsberger Straße          | Olpe                                        | Königsberg ist der deutsche Name der russischen Stadt Kaliningrad. Sie ist die Hauptstadt der Oblast Kaliningrad, einer russischen Exklave zwischen Polen und Litauen an der Ostsee. |
| Konrad–Zuse–Straße           | Gewerbegebiet Hüppcherhammer                | Konrad Ernst Otto Zuse (1910–1995) war ein deutscher Bauingenieur, Erfinder und Unternehmer (Zuse KG). Mit seiner Entwicklung der Z3 im Jahre 1941 baute Zuse den ersten funktionstüchtigen vollautomatischen, programmgesteuerten und frei programmierbaren, in binärer Gleitkommarechnung arbeitenden Rechner und somit den ersten funktionsfähigen Computer der Welt. |
| Kortemickestraße             | Olpe                                        | Kortemicke (kurzer Bach), -micke weist auf einen Wasserlauf hin. |
| Krähenwinkel                 | Olpe                                        | Eine Krähe ist eine Vogelart. Straße beschreibt einen Winkel. |
| Kruberger Weg                | Stachelau                                   | Kruberg ist ein Ortsteil der Gemeinde Kirchhundem. |
| Krummer Weg                  | Olpe                                        | |
| Kupferweg                    | Olpe                                        | Ist ein Hinweis auf den Kupfererzabbau in Olpe. |
| Kurfürst-Heinrich-Straße     | Olpe                                        | Graf Heinrich II. von Virneburg (* 1244 oder 1246; † 5. Januar 1332) war von 1304 bis 1332 Erzbischof des Erzbistums Köln und verlieh Olpe 1311 die Stadtrechte. |
| Kurkölner Platz              | Olpe                                        | Kurköln (auch: Erzstift und Kurfürstentum Köln) war eines der ursprünglich sieben Kurfürstentümer des Heiligen Römischen Reiches Deutscher Nation. Es bildete den weltlichen Herrschaftsbereich der Erzbischöfe von Köln. Olpe gehörte bis 1803 zu Kurköln. |
| Kurze Buche                  | Thieringhausen                              | Buchen sind sommergrüne Bäume, die Wuchshöhen von bis zu 40 Metern erreichen. Ist ein Hinweis darauf das hier eher ein kleineres Exemplar stand. |
| Leipziger Straße             | Olpe                                        | Leipzig ist eine Stadt in Sachsen. |
| Leonardusstraße              | Olpe                                        | Leonhard von Limoges war ein im fränkischen Reich geborener und am Hof der Merowinger erzogener Adelssohn, der als Heiliger verehrt und als Schutzpatron angerufen wird. |
| Lerchenweg                   | Olpe                                        | Lerchen ist eine Singvogelart |
| Lichtmecke                   | Stachelau                                   | Hinweis auf einen Bach durch den Wortteil -mecke. |
| Lindenhardt                  | Olpe                                        | Linde ist eine Baumart. Das Wortteil -hardt steht für einen Wald auf einer Anhöhe. |
| Lindenstraße                 | Olpe                                        | Aufgrund der Vielzahl von Linden, die man seit dem Beginn des letzten Jahrhunderts anpflanzte, hatte die Stadt Olpe den Beinamen „Stadt der tausend Linden“. Heute noch lautet das Motto des jährlichen Stadtfestes „Olpe feiert unter den Linden“, da man heute noch viele im Stadtbild findet. |
| Linkermicke                  | Neuenkleusheim                              | Hinweis auf einen Bach durch den Wortteil -micke. |
| Löherweg                     | Olpe                                        | Löher ist ein anderer Ausdruck für Gerber |
| Lübkeweg                     | Altenkleusheim                              | Heinrich Lübke (1894–1972) war ein deutscher Politiker, von 1953 bis 1959 Bundesminister für Ernährung, Landwirtschaft und Forsten und von 1959 bis 1969 Bundespräsident der Bundesrepublik Deutschland. |
| Luciaweg                     | Lütringhausen                               | Lucia (283–304) ist eine frühchristliche Heilige, geweihte Jungfrau und Märtyrerin. |
| Luise-Hensel-Weg             | Olpe                                        | Luise Hensel (1798–1876) war eine religiöse Dichterin. |
| Lütringhauser Weg            | Olpe und Lütringhausen                      | Lütringhausen ist ein Ortsteil von Olpe. |
| Manfred-Schöne-Straße        | Olpe                                        | Manfred Schöne (1935–1999) war ein Olper Autor, der sehr viele Heimatbücher verfasst hat. |
| Maria-Theresia-Straße        | Olpe                                        | (Früher: Eberweg) Maria Theresia Bonzel (1830–1905); war in Olpe Ordensgründerin und -oberin der Armen Franziskanerinnen von der ewigen Anbetung; bürgerlich Regine Christine Wilhelmine Bonzel, genannt Aline |
| Marienweg                    | Dahl                                        | |
| Marktgasse                   | Olpe                                        | Die Gasse verbindet die Winterbergstraße mit der Westfälischen Straße. Der Marktplatzes befindet sich auf der gegenüberliegenden Straßenseite. |
| Marktplatz                   | Olpe                                        | (Früher: Adolf-Hitler-Platz) Samstags findet hier der Wochenmarkt statt. Auch wird der Platz für weitere diverse Veranstaltungen genutzt. Am nordwestlichen Rand des Marktplatzes befindet sich das von Karl-Heinz Klein entworfene und 1982 errichtete Pannenklöpperdenkmal. |
| Martin-Luther-Straße         | Olpe                                        | Martin Luther (1483–1546) war der theologische Urheber und Lehrer der Reformation |
| Martinstraße                 | Olpe                                        | Der heilige Martin ist der Stadtpatron von Olpe. |
| Matthäusstraße               | Rüblinghausen                               | Matthäus war einer der vier Evangelisten. Die Kapelle in Rüblinghausen trägt den gleichen Namen. |
| Meilerweg                    | Stachelau                                   | Ein Meiler bezeichnet einen mit Erde, Gras und Moos luftdicht bedeckten Holz-Haufen, welcher von einem Köhler in Brand gesetzt wird, um Holzkohle zu erzeugen. |
| Meisenweg                    | Olpe                                        | Der Meisenweg ist nach dem Singvogel Meise benannt. |
| Mesterfeld                   | Oberveischede                               | |
| Michaelweg                   | Lütringhausen                               | Michael ist der Name eines Engels der hebräischen Überlieferung. Diese hatte Einfluss auf die religiösen Traditionen des Judentums und des Christentums. Er gilt als Bezwinger des Satans. Der hl. Michael wurde seit der siegreichen Schlacht auf dem Lechfeld am 10. August 955 zum Schutzpatron des Heiligen Römischen Reiches und später Deutschlands erklärt. |
| Möllendick                   | Möllendick                                  | Möllendick ist ein Ortsteil von Olpe |
| Mühlenstraße                 | Olpe                                        | (Früher: Post-Straße) Hier stand bis in 1960er Jahre die unterste Stadtmühle und bis in 1980er Jahre das Postamt |
| Napoleonweg                  | Oberveischede                               | Napoleon Bonaparte (1769–1821), war ein französischer General, Staatsmann und Kaiser. |
| Negergate                    | Neger                                       | Neger ist der Name des Ortes. Gate entspricht ins Hochdeutsche übersetzt Gasse. |
| Negertalstraße               | Neger                                       | Ist die Hauptstraße die durch das Negertal führt. |
| Neuenkleusheimer Straße      | Neuenkleusheim                              | Neuenkleusheim ist ein Ortsteil von Olpe und ist dort die Hauptstraße. |
| Neuenwald                    | Neuenwald                                   | Neuenwald ist ein Ortsteil von Olpe. |
| Nicolaus–Otto–Straße         | Gewerbegebiet Hüppcherhammer                | Nicolaus August Otto (1832–1891) war ein Erfinder vieler heute noch in Verbrennungsmotoren verwendeter Details und ein Miterfinder des Viertaktprinzips. |
| Norbert-Scheele-Straße       | Olpe                                        | Norbert Scheele (1903–1978) war ein Olper Heimatforscher und Pädagoge. |
| Obere Biggestraße            | Olpe                                        | |
| Oberveischeder Straße        | Oberveischede                               | Oberveischede ist ein Ortsteil von Olpe. |
| Olper Hütte                  | Olpe                                        | |
| Olper Weg                    | Lütringhausen                               | |
| Op me Planken                | Thieringhausen                              | |
| Oppenheimweg                 | Neuenkleusheim                              | |
| Otto-Müller-Straße           | Olpe                                        | Mognisore Otto Müller (Priester) (1870–1944), deutscher Geistlicher und Widerstandskämpfer in der NS-Zeit. Nach dem Attentat auf Adolf Hitler am 20. Juli 1944 versteckte er sich, wie viele andere Widerstandskämpfer. Otto Müller wurde im Pallottihaus in Olpe ausfindig gemacht und von der Gestapo am 18. September 1944 verhaftet. Am 12. Oktober 1944 verstarb Otto Müller im Gefängniskrankenhaus Berlin-Tegel. |
| Pallottinerweg               | Lütringhausen                               | Die Pallottiner sind eine Gesellschaft apostolischen Lebens in der römisch-katholischen Kirche. Der Weg führt zum ehemaligen Kloster Pallottihaus im Osterseifen. |
| Pannenklöpperstraße          | Olpe                                        | |
| Papenschlade                 | Olpe                                        | |
| Paracelsusstraße             | Olpe                                        | Paracelsus, eigentlich Philippus Theophrastus Aureolus Bombast von Hohenheim, getauft als Theophrastus Bombastus von Hohenheim, (1493–1541) war ein Arzt, Alchemist, Astrologe, Mystiker, Laientheologe und Philosoph. |
| Pastorsfeld                  | Rhode                                       | |
| Pater-Dahlenkamp-Weg         | Rüblinghausen                               | Johannes Dahlenkamp (1883–1966), Steyler Missionar in China von 1911 bis 1953 |
| Pater-Deimel-Straße          | Olpe                                        | |
| Pater-Nies-Weg               | Rehringhausen                               | Franz Xaver Nies (1859–1897) war ein in Rehringhausen geborener Steyler Missionar. |
| Pater-Zöller-Weg             | Altenkleusheim                              | |
| Paul-Gerhardt-Weg            | Olpe                                        | Paul Gerhardt (1607–1676) war ein evangelisch-lutherischer Theologe und gilt als einer der bedeutendsten deutschsprachigen Kirchenlieddichter. |
| Peter-Huperz-Straße          | Olpe                                        | |
| Pfarrer-Cordes-Weg           | Rhode                                       | |
| Pfarrer-Ermert-Weg           | Olpe                                        | |
| Pfarrer-Grebe-Weg            | Thieringhausen                              | |
| Pfarrer-Hammeke-Weg          | Rehringhausen                               | |
| Poscheweg                    | Olpe                                        | Das traditionelle Osterfeuer wird in Olpe Posche genannt. |
| Postweg                      | Lütringhausen                               | Hier befand sich lange Zeit die Poststelle von Lütringhausen. Mit Vertrag vom 18. Dezember 1809 verpflichtete sich Wilhelm Melcher zu Lütringhausen und seine beiden Söhne die Botenpost von Olpe über Bilstein nach Eslohe und zurück zu besorgen. |
| Quellenweg                   | Olpe, Lütringhausen                         | |
| Raiffeisenstraße             | Saßmicke                                    | Friedrich Wilhelm Raiffeisen (1818–1888) war ein deutscher Sozialreformer und Kommunalbeamter. Er gehört zu den Gründern der genossenschaftlichen Bewegung in Deutschland. |
| Rehringhauser Straße         | Stachelau                                   | Rehringhausen ist ein Ortsteil von Olpe |
| Rhoder Hauptstraße           | Rhode                                       | Ist im Ortsteil Rhode die Hauptstraße. |
| Rhoder Weg                   | Olpe                                        | Rhode ist ein Ortsteil von Olpe. |
| Rhonardstraße                | Rhonard                                     | Rhonard ist ein Ortsteil von Olpe |
| Robert-Koch-Straße           | Olpe                                        | Robert Koch (1843–1910) war ein deutscher Mediziner, Mikrobiologe und Nobelpreisträger. Ihm gelang es den Erreger des Milzbrands (Bacillus anthracis) außerhalb des Organismus zu kultivieren und seinen Lebenszyklus zu beschreiben. Er entdeckte den Erreger der Tuberkulose (Mycobacterium tuberculosis) und entwickelte später das vermeintliche Heilmittel Tuberkulin. Gilt als einer der Begründer der modernen Bakteriologie und Mikrobiologie. Er hat grundlegende Beiträge zur Infektionslehre sowie zum Aufbau der Tropenmedizin in Deutschland geleistet. |
| Rochusstraße                 | Olpe                                        | Rochus von Montpellier (1295–1327) ist ein Heiliger der katholischen Kirche, der der Legende nach auf der Pilgerfahrt nach Rom vielen Pestkranken half. Ihm zu Ehren findet immer am Sonntag nach seinem Gedenktag (16. August) eine Rochussprozession statt. Vorher findet in der Rochuskapelle eine Messfeier statt. Hier befindet sich das Arbeitsamt. Die Straße ist links und rechts mit Linden gesäumt. |
| Römerhof                     | Neuenkleusheim                              | |
| Römerstraße                  | Olpe                                        | |
| Ronnewinkel                  | Ronnewinkel                                 | Ronnewinkel ist ein Ortsteil von Olpe. |
| Röntgenstraße                | Olpe                                        | Universität Würzburg die nach ihm benannten Röntgenstrahlen. |
| Rosenthal                    | Rosenthal                                   | Rosenthal ist ein Ortsteil von Olpe. |
| Rosenweg                     | Sondern                                     | Die Rosen (Rosa) sind die namensgebende Pflanzengattung der Familie der Rosengewächse (Rosaceae). |
| Rotdornweg                   | Olpe                                        | Der Echte Rotdorn (Crataegus laevigata ‘Paul’s Scarlet’) ist die Kulturform des zur Gattung der Weißdorne (Crataegus (L.) DC.) gehörenden Zweigriffeligen Weißdorns (Crataegus laevigata (Poir.) DC.). |
| Rötger-Hundt-Weg             | Olpe                                        | Rötger Hundt (1711–1773) ein in Olpe geborener Theologe und Märtyrer. |
| Rother Stein                 | Neuenwald                                   | |
| Rüblinghauser Drift          | Rüblinghausen                               | Rüblinghausen ist ein Ortsteil von Olpe. |
| Rüblinghauser Straße         | Rüblinghausen                               | Rüblinghausen ist ein Ortsteil von Olpe. |
| Sandstraße                   | Olpe                                        | |
| Saßmicker Hammer             | Saßmicke                                    | |
| Saßmicker Straße             | Saßmicke                                    | Saßmicke ist ein Ortsteil von Olpe. |
| Sauerbruchweg                | Olpe                                        | Ernst Ferdinand Sauerbruch (1875–1951) war ein deutscher Arzt. Er gilt als einer der bedeutendsten und einflussreichsten Chirurgen der ersten Hälfte des 20. Jahrhunderts. |
| Schetmicke                   | Rüblinghausen                               | |
| Schillerweg                  | Olpe                                        | Johann Christoph Friedrich von Schiller (1759–1805) war ein deutscher Dichter, Philosoph und Historiker. Er gilt als der bedeutendste deutsche Dramatiker. |
| Schlade                      | Rüblinghausen                               | |
| Schlader Stieg               | Stachelau                                   | |
| Schmiedeweg                  | Eichhagen                                   | |
| Schmittenberg                | Neuenkleusheim                              | |
| Schneppenohler Weg           | Eichhagen                                   | |
| Schöne Aussicht              | Olpe                                        | Ist ein Hinweis auf den Ausblick, den man über die Stadt Olpe haben kann, wenn sie nicht verbaut worden wäre. |
| Schulstraße                  | Lütringhausen                               | Hier befand sich die alte Schule von Lütringhausen. |
| Schützenstraße               | Olpe                                        | Die Schützenstraße ist ein Hinweis darauf, dass die Straße zum Olper-Schützenplatz führt. In Olpe heißt dieser Ümmerich und hier wird am dritten Wochenende im Juli eines der größten Schützenfeste in der Region gefeiert. |
| Schwanenstraße               | Olpe                                        | |
| Sebastiansweg                | Olpe                                        | Der Heilige Sebastian (gestorben 288 in Rom) war ein römischer Soldat und wurde zu einem christlichen Märtyrer. Er ist der Schutz- und Namensprton des Olper Schützenvereins. |
| Seeweg                       | Olpe                                        | |
| Seminarstraße                | Olpe                                        | Hier befindet sich das Städtische Gymnasium, vormals befand sich hier ein Lehrerseminar. |
| Siedenstein                  | Siedenstein                                 | Siedenstein ist ein Ortsteil von Olpe. |
| Siege Weiste                 | Friedrichsthal                              | |
| Siegener Straße              | Lütringhausen, Stachelau und Altenkleusheim | Siegen, Stadt in NRW, Oberzentrum der Region |
| Sieler Weg                   | Lütringhausen                               | Hof Siele ist ein Ortsteil von Olpe. |
| Siepenhohl                   | Rüblinghausen                               | |
| Silberweg                    | Lütringhausen                               | |
| Sonderner Straße             | Sondern                                     | Sondern ist ein Ortsteil von Olpe. |
| Sperberweg                   | Olpe                                        | Der Sperber (Accipiter nisus) ist ein Greifvogel und gehört hier zur Familie der Habichtartigen (Accipitridae). |
| Stachelauer Hütte            | Stachelau                                   | |
| Stachelauer Weg              | Olpe                                        | Stachelau ist ein Ortsteil von Olpe. |
| Stader Straße                | Rhode, Stade                                | Stade ist ein Ortsteil von Olpe. |
| Starenweg                    | Olpe                                        | |
| Stauffenbergring             | Olpe                                        | Claus Schenk Graf von Stauffenberg (1907–1944), Offizier, Widerstandskämpfer gegen das NS-Regime, Attentäter des 20. Juli 1944 auf Adolf Hitler |
| Steigerweg                   | Olpe                                        | Der Steiger ist eine Aufsichtsperson im Bergbau. Er trägt Verantwortung für einen Teil des Bergwerks und die ihm unterstellten Personen. |
| Steinrücke                   | Neger                                       | |
| Stellwerkstraße              | Olpe                                        | In unmittelbarer Nähe befand sich früher ein Stellwerk. |
| Stettiner Straße             | Olpe                                        | Stettin (polnisch Szczecin) ist eine polnische Stadt. |
| Stollenweg                   | Olpe                                        | Stollen ist ein waagerecht oder leicht ansteigend von der Tagesoberfläche aus in einen Berg- oder Hügel getriebener unterirdischer Gang. Hinweis auf die Bergbaugeschichte in Olpe. |
| Strandweg                    | Sondern                                     | Hier befindet sich ein bewachter Badestrand. |
| Südhang                      | Sondern                                     | |
| Talblick                     | Thieringhausen                              | |
| Talbrücke Sondern            | Sondern                                     | |
| Tannenbergstraße             | Olpe                                        | |
| Tecklinghausen               | Tecklinghausen                              | Tecklinghausen ist ein Ortsteil von Olpe. |
| Tecklinghauser Weg           | Oberveischede                               | Tecklinghausen ist ein Ortsteil von Olpe, die Straße befindet sich in Oberveischede. |
| Theodor-Mietens-Weg          | Olpe                                        | Benannt nach dem Mitbegründer der evangelischen Gemeinde Theodor Mietens (1804–1885) |
| Thieringhauser Straße        | Thieringhausen                              | Thieringhausen ist ein Ortsteil von Olpe. |
| Tulpenweg                    | Sondern                                     | Tulpen (Tulipa) bilden eine Pflanzengattung aus der Familie der Liliengewächse (Liliaceae) mit etwa 150 Arten und zahlreichen Hybriden. |
| Über’m See                   | Sondern                                     | |
| Üggelmicke                   | Dahl                                        | |
| Uhlandweg                    | Olpe                                        | Johann Ludwig „Louis“ Uhland (1787–1862) war ein deutscher Dichter, Literaturwissenschaftler, Jurist und Politiker. |
| Ulmenweg                     | Olpe                                        | Die Ulmen (Ulmus), auch Rüster, Rusten oder Effe genannt, bilden eine Pflanzengattung in der Familie der Ulmengewächse (Ulmaceae). |
| Unter der Grotte             | Altenkleusheim                              | |
| Unter der Linde              | Thieringhausen                              | |
| Untere Stubicke              | Olpe                                        | |
| Unterer Hardtweg             | Olpe                                        | |
| Unterm Elmen                 | Saßmicke                                    | |
| Unterm Friedhof              | Rehringhausen                               | |
| Unterm Kreuz                 | Lütringhausen                               | |
| Unterm Tempel                | Rehringhausen                               | |
| Valentinsweg                 | Ronnewinkel und Olpe                        | |
| Virchowstraße                | Olpe                                        | Rudolf Ludwig Karl Virchow (1821–1902) war ein deutscher Arzt an der Berliner Charité und Politiker (Deutsche Fortschrittspartei). Er gilt unter anderem als Gründer der modernen Pathologie und als einer der bedeutendsten modernen Mediziner überhaupt. |
| Vom Hölchen                  | Sondern                                     | |
| Vom Mühlhagen                | Sondern                                     | |
| Vor den Brüchen              | Neuenkleusheim                              | |
| Vor der Hustert              | Altenkleusheim                              | |
| Vorm Wald                    | Altenkleusheim                              | |
| Wäldchen                     | Rüblinghausen                               | |
| Waldweg                      | Lütringhausen                               | |
| Weberstraße                  | Stachelau                                   | |
| Weimarer Straße              | Olpe                                        | Weimar ist eine Stadt in Thüringen |
| Weite Schlüppe               | Olpe                                        | Schlüppe ist ein kurzer Verbindungsweg. |
| Westfälische Straße          | Olpe                                        | (Früher: Hindenburgstraße) |
| Wiesenweg                    | Eichhagen                                   | |
| Wilhelmstraße                | Olpe                                        | |
| Winterbergstraße             | Olpe                                        | Winterberg ist eine Stadt im Hochsauerlandkreis. |
| Wittenberger Straße          | Olpe                                        | Die Lutherstadt Wittenberg ist Kreisstadt des Landkreises Wittenberg im östlichen Teil des deutschen Bundeslandes Sachsen-Anhalt. |
| Wüstenpforte                 | Olpe                                        | |
| Zenoweg                      | Dahl                                        | Zeno(n) (gestorben 371 oder 372) ist ein Heiliger der katholischen und der orthodoxen Kirche und war Bischof von Verona. |
| Ziegeleistraße               | Olpe                                        | Hier befand sich früher eine Ziegelei. |
| Zinnoberweg                  | Lütringhausen                               | Zinnober ist ein in deutschem Sprachraum verwendeter Begriff für Cinnabarit und ein häufig vorkommendes Mineral aus der Mineralklasse der „Sulfide und Sulfosalze“. |
| Zu Hildringhausen            | Olpe                                        | |
| Zum Alten Felde              | Rhonard                                     | |
| Zum Alten Heck               | Altenkleusheim                              | |
| Zum Elberscheid              | Thieringhausen                              | |
| Zum Himmlischen Seifen       | Olpe                                        | |
| Zum Honigsack                | Dahl                                        | |
| Zum Hövelchen                | Stachelau                                   | |
| Zum Lehmenohl                | Neger                                       | |
| Zum Lindenborn               | Rüblinghausen                               | |
| Zum Mittelfeld               | Saßmicke                                    | |
| Zum Scheiderwald             | Altenkleusheim                              | |
| Zum Stein                    | Rüblinghausen                               | |
| Zum Tierseifen               | Lütringhausen                               | |
| Zum Tümmelberg               | Neger                                       | |
| Zum Vordamm                  | Eichhagen                                   | In unmittelbarer nähe befindet sich der Vordamm für den Obersee der Biggetalsperre. |
| Zur Bäckerschule             | Olpe                                        | Hier befindet sich die erste Deutsche Bäckerfachschule. |
| Zur Brake                    | Rüblinghausen                               | |
| Zur Dahler Hardt             | Dahl                                        | |
| Zur Hainquelle               | Dahl                                        | |
| Zur Jahnhütte                | Günsen                                      | |
| Zur Jugendherberge           | Stade                                       | Hier befindet sich die Jugendherberge Biggesee. |
| Zur Killmecke                | Rehringhausen                               | |
| Zur Mühle                    | Neuenkleusheim                              | |
| Zur Ponywiese                | Olpe                                        | |
| Zur Schlenke                 | Altenkleusheim                              | |
| Zur Schnetemicke             | Rhode                                       | |
| Zur Stockert                 | Thieringhausen                              | |
| Zur Wolfsschlade             | Saßmicke                                    | |